# Saint-Médard, Indre

Saint-Médard este o comună în departamentul Indre, Franța. În 1 ianuarie 2022 avea o populație de 61 de locuitori.